# Pablo Crer
Pablo Crer (Rosario, 12 de junio de 1989) es un jugador argentino de voleibol, integrante de la Selección de su país con la que participó en los Juegos Olímpicos de Londres 2012. Obtuvo la medalla de bronce en el Campeonato Mundial Juvenil de Pune 2009. En 2015, se consagró campeón en los Juegos Panamericanos.

## Carrera deportiva
Se formó deportivamente en el Club Rosario Sonder, luego jugó en SOS Villa María (2009) y en Bolívar (2011/2012). 
En 2009, integró la Selección juvenil Argentina que obtuvo la medalla de bronce en el Campeonato Mundial Juvenil (Sub-21) de Pune (India).
En 2011, integró el equipo que salió 4º en la Liga Mundial de Voleibol. y obtuvo la medalla de bronce en los Juegos Panamericanos de 2011.
En 2012, integró el equipo olímpico que se desempeñó en los Juegos Olímpicos de Londres 2012.
En 2015, ganó la medalla de oro en los Juegos Panamericanos realizados en Toronto, venciendo a Brasil por 3-2.

## Palmarés

### Selección nacional
- Medalla de bronce en los Juegos Panamericanos de Guadalajara (1): 2011

- Medalla de oro en los Juegos Panamericanos de Toronto (1): 2015